# Cnidoscolus pyrophorus
Cnidoscolus pyrophorus är en törelväxtart som först beskrevs av Ferdinand Albin Pax, och fick sitt nu gällande namn av James Francis Macbride. Cnidoscolus pyrophorus ingår i släktet Cnidoscolus och familjen törelväxter.
Artens utbredningsområde är Peru. Inga underarter finns listade i Catalogue of Life.